# Madan
Madan (en búlgaro: Мадан) es una ciudad de Bulgaria en la provincia de Smolyan.

## Geografía
Se encuentra a una altitud de 675 m s. n. m. a 264 km de la capital nacional, Sofía.

## Demografía
Según estimación 2012 contaba con una población de 5 645 habitantes.
|         | 2004  | 2005  | 2006  | 2007  | 2008  | 2009  | 2010  | 2011  |
| Mujeres | 3 107 | 3 050 | 3 039 | 3 022 | 3 010 | 3 020 | 3 029 | 2 905 |
| Varones | 3 010 | 2 946 | 2 969 | 2 977 | 2 977 | 2 987 | 2 997 | 2 886 |
| Total   | 6 117 | 5 996 | 6 008 | 5 999 | 5 987 | 6 007 | 6 026 | 5791  |